# Orthochirus innesi
Espèce
Orthochirus innesi est une espèce de scorpions de la famille des Buthidae.

## Distribution
Cette espèce est endémique d'Égypte,.
Sa présence est incertaine en Libye, en Tunisie et en Algérie.

## Description
Les scorpions de la série type mesurent de 25 à 27 mm.
La femelle décrite par Lourenco et Leguin en 2011 mesure 28,0 mm.
Les mâles mesurent de 27,21 à 29,75 mm et les femelles de 28,66 à 29,18 mm.

## Systématique et taxinomie
Cette espèce a été décrite par Simon en 1910.

## Étymologie
Cette espèce est nommée en l'honneur de Walter Innes Bey.

## Publication originale
- Simon, 1910 : « Révision des Scorpions d’Égypte. » Bulletin de la Société entomologique d’Égypte, vol. 2, p. 57−87 (texte intégral).